# Cochenheim

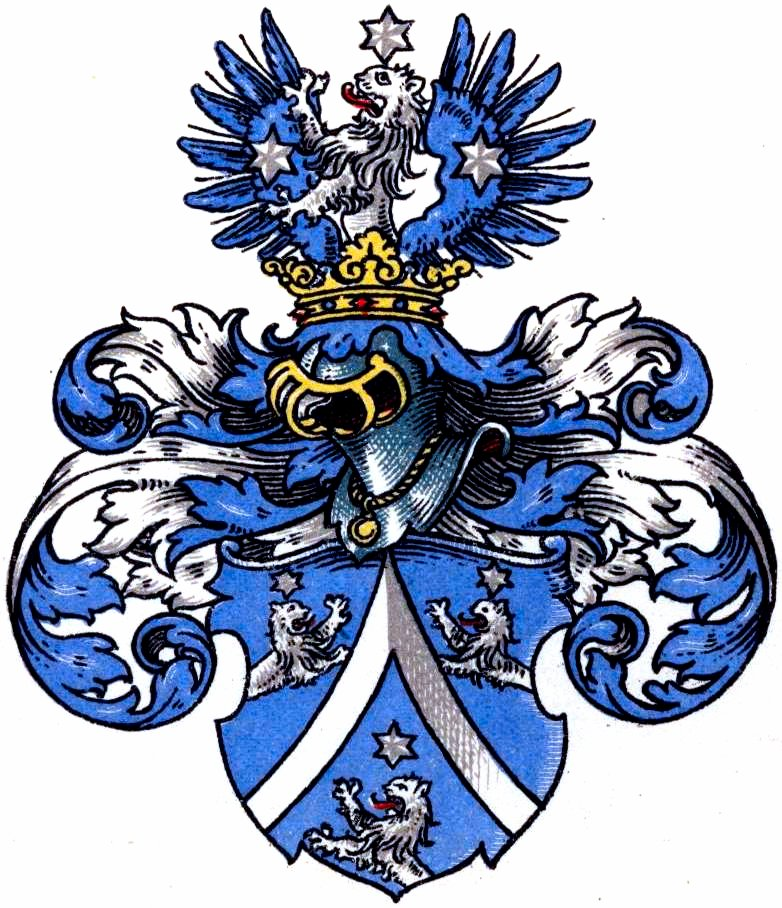
Wappen derer von Cochenheim im Wappenbuch des Westfälischen Adels

Cochenheim ist der Name eines westfälischen Adelsgeschlechts.

## Geschichte
Stammvater und Begründer des Geschlechts ist Ernst Cochenheim (1664–1719), der gebürtig aus Kurtrier von der Mosel stammte. Zunächst war der ausgebildete Jurist hessischer Hofrat (1686). Am Hof Landgraf Ernsts von Hessen-Rheinfeld lernte er u. a. Gottfried Wilhelm Leibniz kennen, mit dem er auch später noch korrespondierte. 1694 wurde er zum münsterschen Hof- und Legationsrat und 1697, trotz der Bedenken des Domkapitels, da er Ausländer war, zum Kanzleidirektor ernannt. Am 14. August 1700 wurde er in den Ritterstand erhoben und ihm das Adelsprädikat „von“ verliehen. Fortan nannte er sich Ernst von Cochenheim. 1701 erfolgte seine Bestallung zum Wirklichen Geheimen Rat. Erst 1707, nach längerer Vakanz des Amtes, folgte die Ernennung zum Vizekanzler des Hochstifts Münster.
1705 kaufte Ernst von Cochenheim das hochverschuldete Haus Tenking in Rhede, riss den Altbau ab und errichtete Haus Tenking von 1708 bis 1710 in seiner heutigen Form. Das Haus wurde Wohnsitz seiner Familie.
Ernst von Cochenheim war verheiratet mit Catharine Marie Magdalene Theresia von Otteren. Ihr Sohn Laurenz Constantin von Cochenheim (1756†) war mit Margaretha Jacoba von Bühlen (auch Bülo) verheiratet. Die Eheleute hatten zwei Söhne: Ernst Wilhelm (* 1715) und Friedrich Wilhelm von Cochenheim (* 1723). Ersterer heiratete am 31. Januar 1753 in Rhede Theresia von Droste.

## Persönlichkeiten
- Ernst von Cochenheim (1664–1719), Vizekanzler des Hochstifts Münster

## Wappen
Blasonierung: In Blau ein etwas eingebogener Sparren, begleitet von drei halben, silbernen Löwen, die aus den Schildrändern hervorwachsen. Über jedem Löwen ein silberner Stern. Auf dem gekrönten Helm ein wachsender, silberner Löwe mit Stern zwischen einem offenen, blauen Flug, beiderseits mit einem silbernen Stern belegt. Die Helmdecken sind blau-silbern.
Abweichend zeigen die Ritterstanderhebung im Österreichischen Staatsarchiv und eine andere zeitgenössische Wappendarstellung den Sparren, die Sterne und die Löwen golden, die Helmdecken blau-golden.

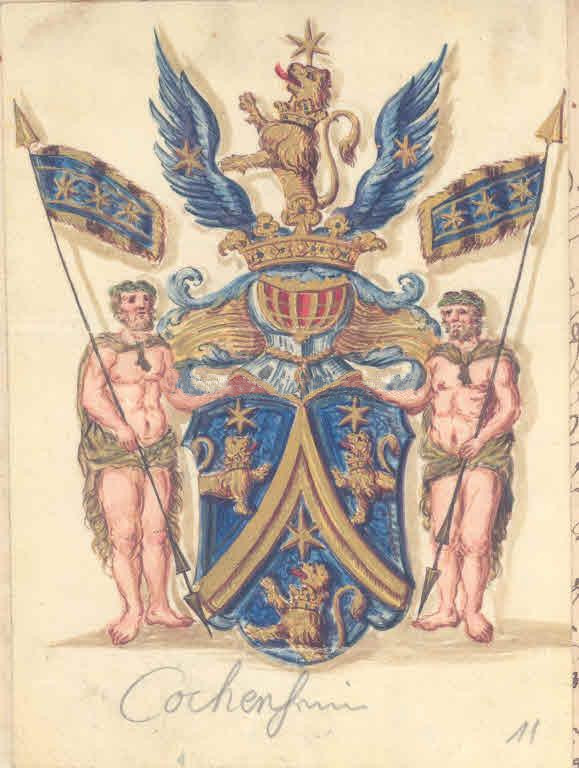
Wappen derer von Cochenheim in der Ritterstanderhebung von 1700
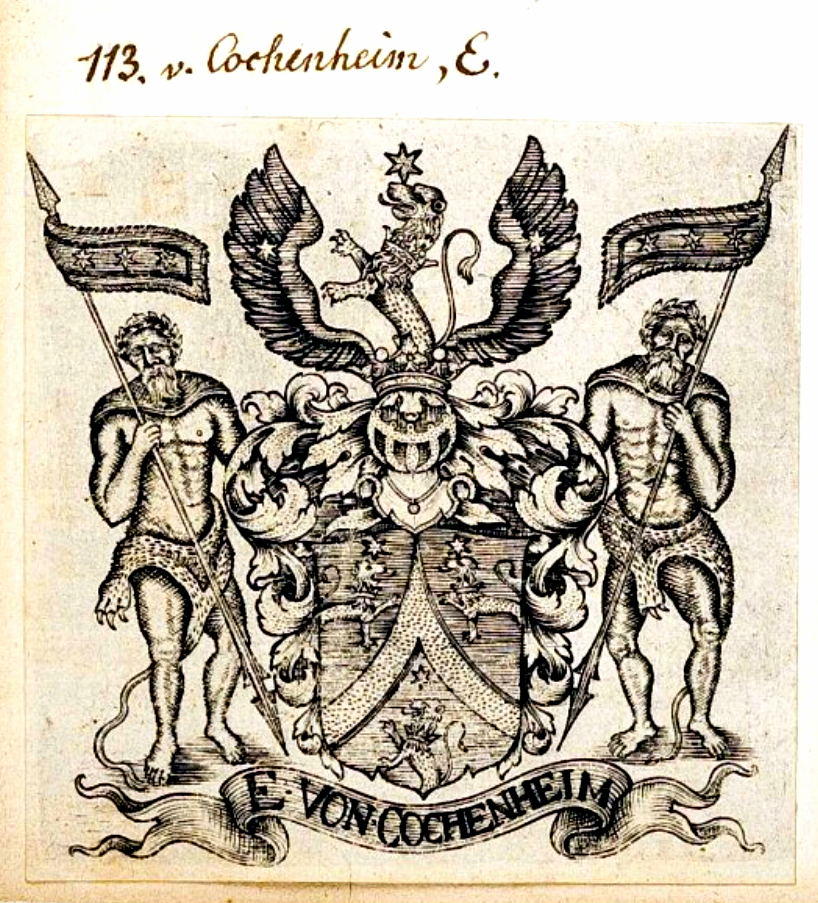
Wappen derer von Cochenheim, ca. 1700